# کوواچکوویتسه (استان اشوی‌داشکسیه)
کوواچکوویتسه (به لهستانی: Kołaczkowice) یک منطقهٔ مسکونی در لهستان است که در گمینا بوسکو-زدروی واقع شده‌است. کوواچکوویتسه ۵۲۰ نفر جمعیت دارد و ۲۰۶ متر بالاتر از سطح دریا واقع شده‌است.